# رابطه اجتماعی
رابطه اجتماعی (به انگلیسی: Social Relation) یا تعامل اجتماعی در علوم اجتماعی هر گونه رابطه بین دو یا چند فرد است. روابط اجتماعی برگرفته از  عاملیت فردی، اساس ساختار اجتماعی و هدف اساسی تحلیل دانشمندان علوم اجتماعی را تشکیل می‌دهد. پژوهش‌های بنیادی در مورد ماهیت روابط اجتماعی در کار جامعه‌شناسانی مانند ماکس وبر در نظریه کنش اجتماعی خود را نشان می‌دهد. روابط اجتماعی از هر دو تعامل مثبت (وابستگی) و منفی (اگونیستی) تشکیل شده است که بیانگر اثرات متضاد آن هست.
مناسبات اجتماعی نوع خاصی از روابط اجتماعی است که می‌تواند بدون برقراری ارتباط بین کنشگران درگیر وجود داشته باشد. دسته‌بندی تعامل‌ه‍ای اجتماعی، مشاهده و سایر پژوهش‌های اجتماعی مانند گمنشافت و گزلشافت (به معنای «اجتماع و جامعه»)، آگاهی جمعی و غیره. با این حال، بین مکتب‌های مختلف و نظریه‌های جامعه‌شناسی و سایر علوم اجتماعی روش‌های مورد استفاده برای چنین پژوهش‌هایی مورد اختلاف است.

## اشکال رابطه و تعامل
بر اساس نظر پیوتر اشتومپکا، اشکال رابطه و تعامل در جامعه‌شناسی و انسان‌شناسی را می‌توان به شرح زیر توصیف کرد:
- اولین و اساسی‌ترین آنها رفتارهای مشترک حیوانی هستند یعنی حرکات فیزیکی مختلف بدن.
- دوم عمل‌ها هستند یعنی حرکاتی با معنا و هدف.
- سوم رفتار اجتماعی یا کنش‌های اجتماعی هستند که (مستقیم یا غیرمستقیم) افراد دیگر را مورد خطاب قرار می‌دهند و از عامل دیگری انتظار واکنش یا پاسخ دارند.
- چهارم مخاطبین اجتماعی هستند، یک جفت کنش اجتماعی که بیانگر شروع تعامل‌های اجتماعی است. تعامل‌های اجتماعی به نوبه خود اساس روابط اجتماعی را تشکیل می‌دهد. نمادها روابط اجتماعی را تعریف می‌کنند. بدون نمادها، زندگی اجتماعی ما پیچیده‌تر از زندگی حیوانات نخواهد بود. برای مثال، بدون نمادها، مردم هیچ خاله یا عمو، کارفرما یا معلم یا حتی برادر و خواهر نخواهند داشت. در مجموع، ادغام‌های نمادین چگونگی رابطه زندگی اجتماعی با روش‌هایی را تحلیل می‌نمایند که افراد از خود و دیگران تعریف می‌کنند. آنها تعامل چهره به چهره را مطالعه و بررسی می‌کنند مردم چگونه زندگی را معنا و روابط خود را تعیین می‌نمایند.

|               | حرکت بدنی | معنا | به سمت دیگران هدایت می‌شود | منتظر پاسخ باشید | تعامل منحصر به فرد/نادر | فعل و انفعالات | تعامل تصادفی، برنامه‌ریزی نشده ولی مکرر | تعامل منظم | تعاملات توصیفی توسط قانون، عرف یا سنت | طرحی از تعامل‌های اجتماعی |
| ------------- | --------- | ---- | ------------------------- | ---------------- | ----------------------- | -------------- | -------------------------------------- | ---------- | ------------------------------------- | ------------------------ |
| رفتار         | آری       |      |                           |                  |                         |                |                                        |            |                                       |                          |
| عمل           | آری       | شاید |                           |                  |                         |                |                                        |            |                                       |                          |
| رفتار اجتماعی | آری       | نه   | آری                       |                  |                         |                |                                        |            |                                       |                          |
| کنش اجتماعی   | نه        | آری  | آری                       | نه               |                         |                |                                        |            |                                       |                          |
| تماس‌اجتماعی   | آری       | آری  | آری                       | آری              | آری                     |                |                                        |            |                                       |                          |
| تعامل‌اجتماعی  | آری       | آری  | آری                       | آری              | آری                     | آری            |                                        |            |                                       |                          |
| تعامل مکرر    | آری       | آری  | آری                       | آری              | آری                     | آری            | آری                                    |            |                                       |                          |
| تعامل منظم    | آری       | آری  | آری                       | آری              | آری                     | آری            | آری                                    | آری        |                                       |                          |
| تعامل منتظم   | آری       | آری  | آری                       | آری              | آری                     | آری            | آری                                    | آری        | آری                                   |                          |
| رابطه‌اجتماعی  | آری       | آری  | آری                       | آری              | آری                     | آری            | آری                                    | آری        | آری                                   | نه                       |

### رشته‌های مرتبط
- نظریه درگیر
- فلسفه اجتماعی
- روان‌شناسی اجتماعی